# آلن دویر
آلن دویر (انگلیسی: Alan Dwyer؛ زادهٔ ۵ اکتبر ۱۹۵۲) بازیکن فوتبال است.
از باشگاه‌هایی که در آن بازی کرده‌است می‌توان به باشگاه فوتبال استوک‌پورت کانتی اشاره کرد.